# Acanthophyllum crassifolium
Acanthophyllum crassifolium är en nejlikväxtart som beskrevs av Pierre Edmond Boissier. Acanthophyllum crassifolium ingår i släktet Acanthophyllum och familjen nejlikväxter. Inga underarter finns listade i Catalogue of Life.